# Alfa-Zearalenol
α-Zearalenol je nesteroidni estrogen iz grupe resorcikličnih kiselih laktona koji je srodan sa mikoestrogenima prisutnim u Fusarium spp. Ovo jedinjenje je α epimer β-zearalenola i zajedno sa β-zearalenolom je glavni metabolit zearalenona koji se uglavnom formira u jetri, mada u manjoj meri i u crevima tokom metabolizma prvog prolaza. U relativno maloj proporciji β-zearalenol se formira iz zearalenona u odnosu na α-zearalenol kod ljudi. α-Zearalenol je oko 3- do 4-puta potentniji kao estrogen relativno na zearalenon.